# Dysstroma albifasciata
Dysstroma albifasciata là một loài bướm đêm trong họ Geometridae.